# Ilmenslaver

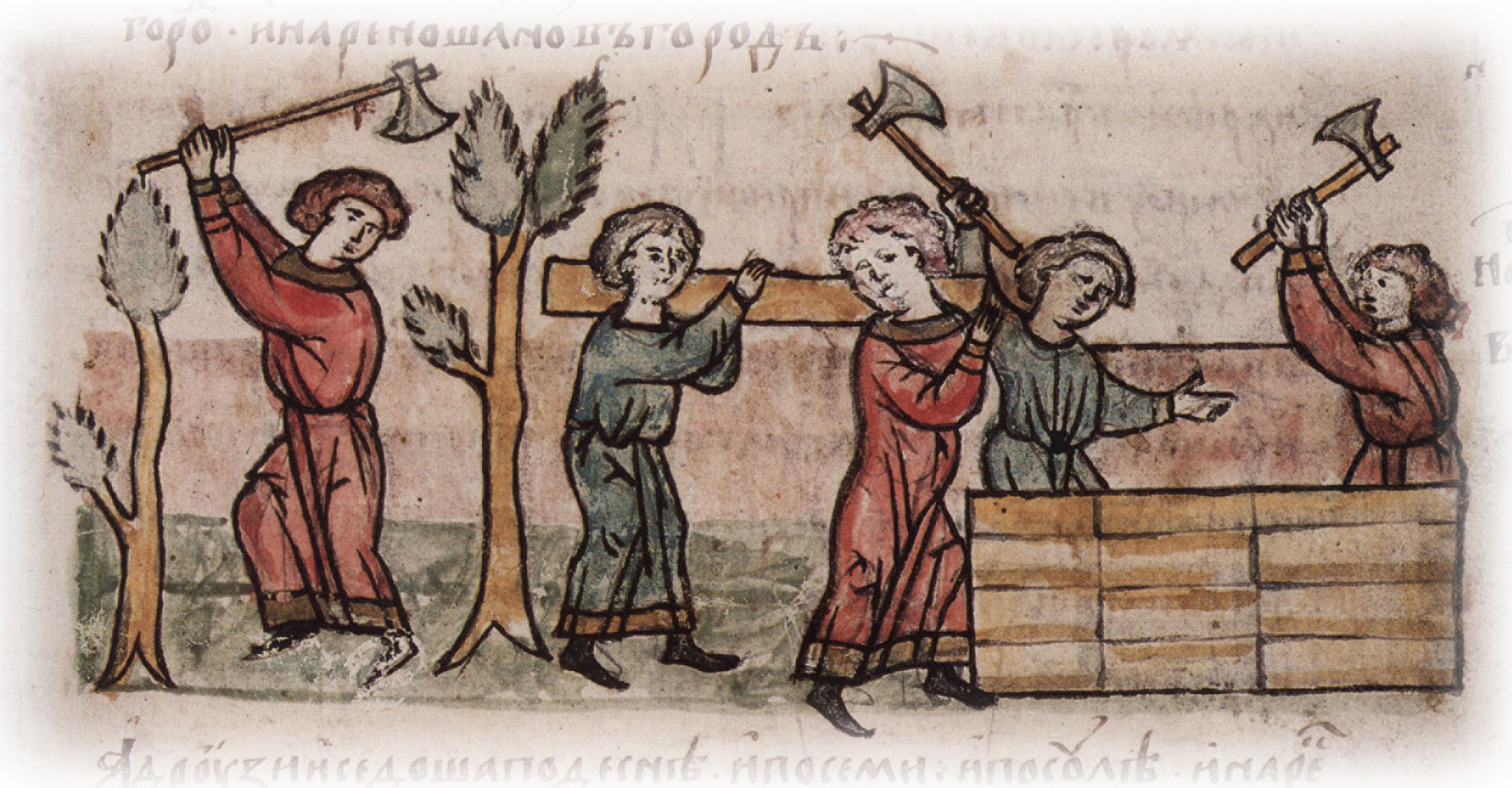
Ilmenslaver vid byggandet av Novgorod, miniatyr ur Radziwiłłkrönikan.

Ilmenslaverna, även kallade slovener, var en östslavisk stam eller stamförbund bosatta omkring sjön Ilmen. Ilmenslaverna hade en betydelsefull roll vid när Kievriket grundades under 700-800-talen. De kom under dessa århundraden i kontakt med skandinaver, och har en viktig roll ifråga om staden Novgorods grundande, senare stadsrepubliken Novgorod.
Arkeologiska lämningar efter Ilmenslaverna har gjorts i gravar och vid boplatser i det nämnda området. En sak som anses karaktäristiskt för denna stam är typiskt avlånga koniska gravhögar.